# Nymphon multidens
Nymphon multidens är en havsspindelart som beskrevs av Gordon, I. 1932. Nymphon multidens ingår i släktet Nymphon och familjen Nymphonidae. Inga underarter finns listade i Catalogue of Life.